# Maison du Pain d’Alsace

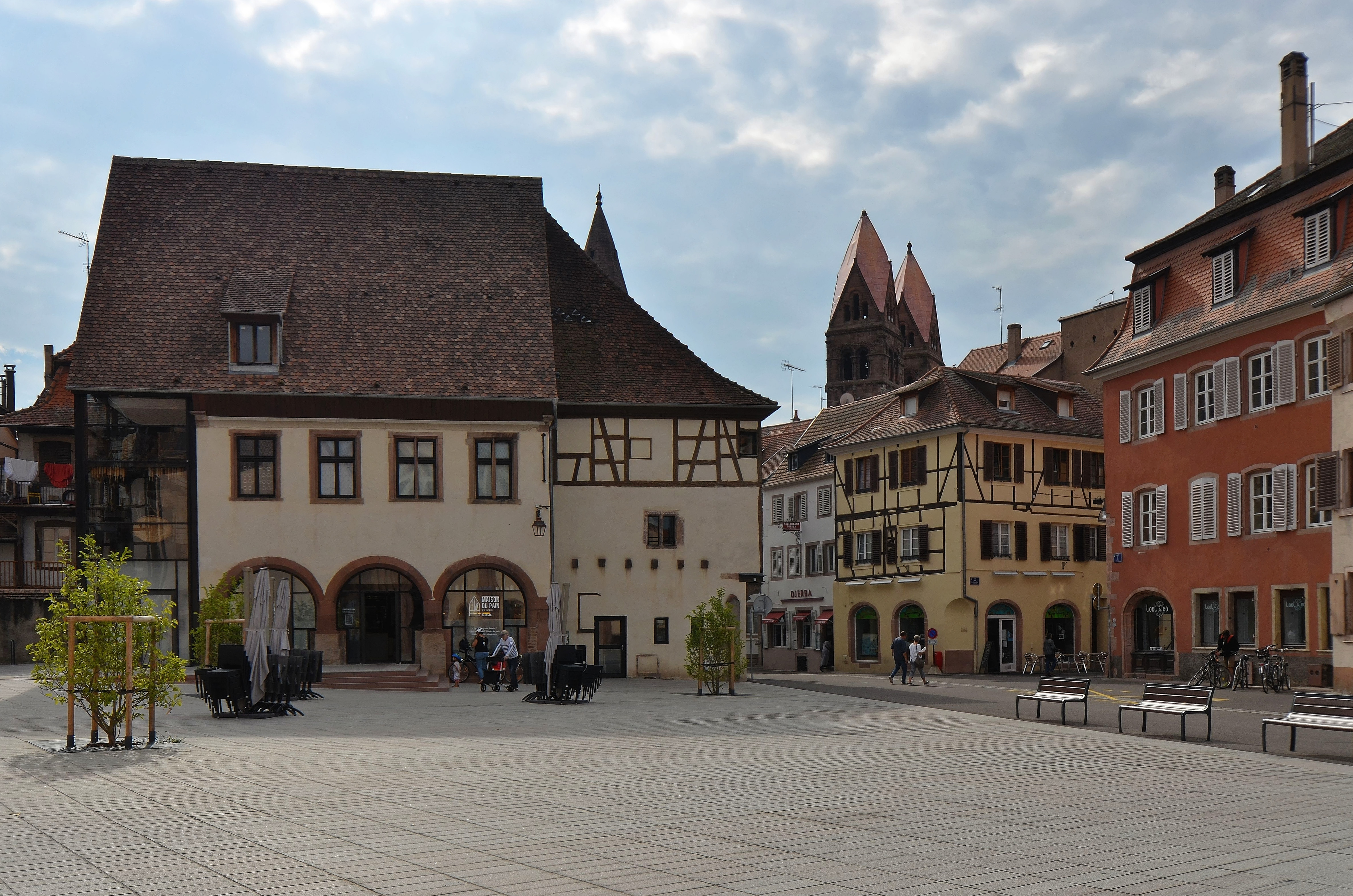
Maison du Pain d’Alsace (linkes Gebäude, 2018)

Maison du Pain d’Alsace (deutsch Haus des Brotes des Elsass) ist ein Brotmuseum in Sélestat in Frankreich. Es befindet sich gegenüber der Humanistenbibliothek.
Dieses Museum wurde mit Hilfe einer regionalen Bäckergemeinschaft errichtet und ist in einem Fachwerkhaus aus dem Jahre 1522 angesiedelt. Das Museumsgebäude wurde im Jahre 2018 saniert.
Erzählt wird in diesem Museum die Geschichte des Brotes, Backens und seiner Kunst. Außerdem gibt es eine echte Backstube, wo die Museumsbesucher entweder selber Brot backen oder nur dabei zuschauen. Durchschnittlich wird das Museum mit rund 15.000 Gästen und Touristen besucht.